# 生実川
生実川（おゆみがわ）は、千葉県千葉市中央区を流れる二級河川。

## 地理
中央区花輪町の台地に源を発し南流する。源流部は狭く急峻な谷間を流れるが、周囲には千葉県がんセンターや千葉県立保健医療大学キャンパスなどの文教施設のほか、新興住宅街が隣接する。谷津田の部分は転落防止のためふた掛けされ散歩道になっているが、花輪町を抜けると地上に出る。間もなく千葉市立大森小学校付近より流れる大森排水路と、仁戸名市民の森より流れる松ヶ丘排水路を西から同時に合わせると河川幅が広がり、自然土手で両岸に歩道の整備された準用河川指定区間（1,190メートル）となる。大巌寺地先にて鎌取谷津から流れる赤井排水路を合わせる。JR外房線を越えると住宅街に入り、蘇我池 (北側）及び生実池（南側）へ分派する。両池はかつて一体であったが、1667年（寛文7年）に北部を曽我野用水池とするため土手で南北に分割された。
生実池の中ほどから西へと流出しているものが、現在の生実川の流路である。生実池からは二級河川指定区間（2,164メートル）となり西流する。京葉道路を越えると河川幅が急に広がり、JR内房線を越えると間もなく生実川排水機場へ到達する。以降は京葉工業地域内を流れる放水路（蘇我水路）として、東京電力千葉火力発電所とJFEスチール千葉工場の間を進み東京湾へ注ぐ。

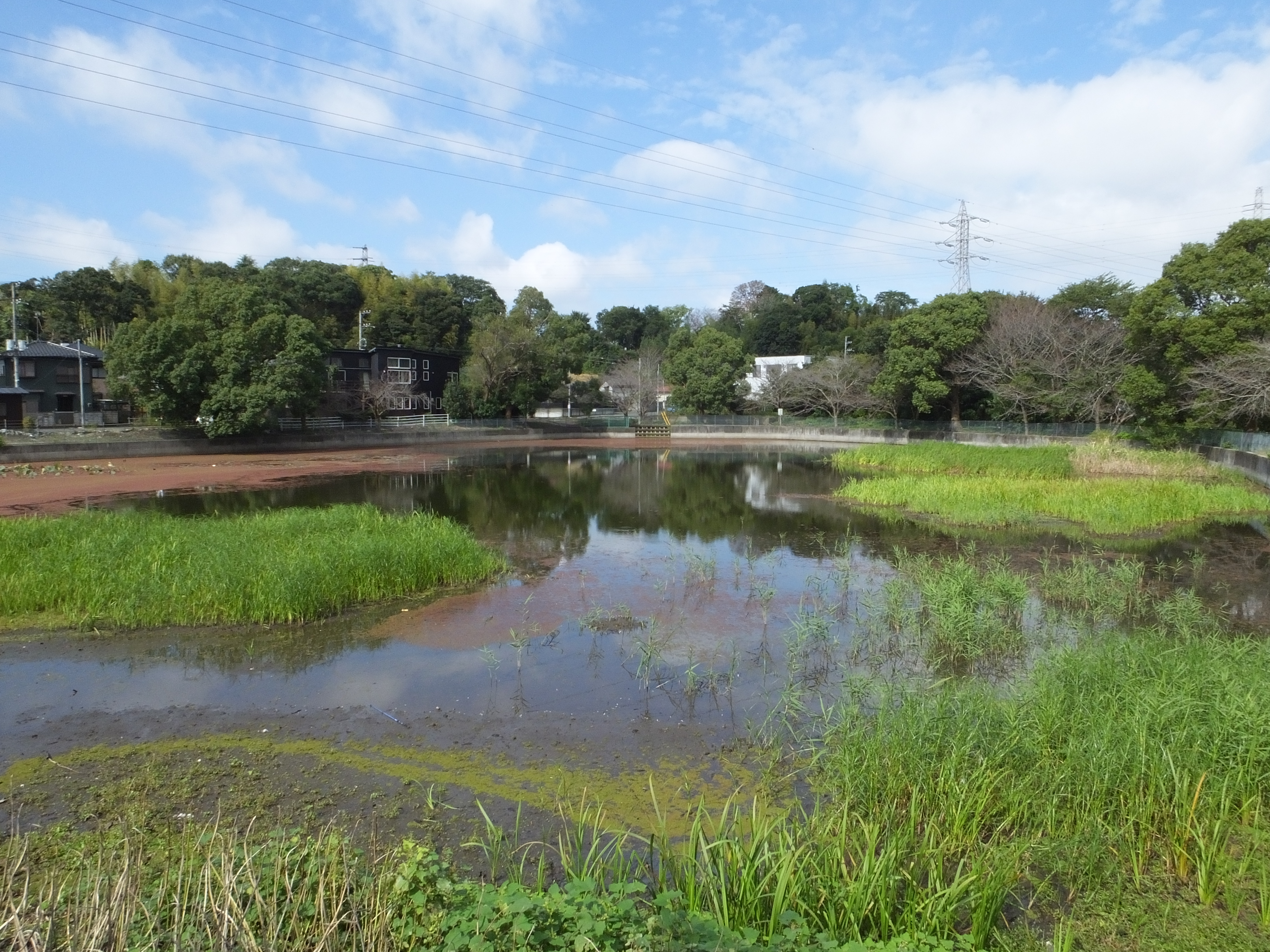
蘇我池
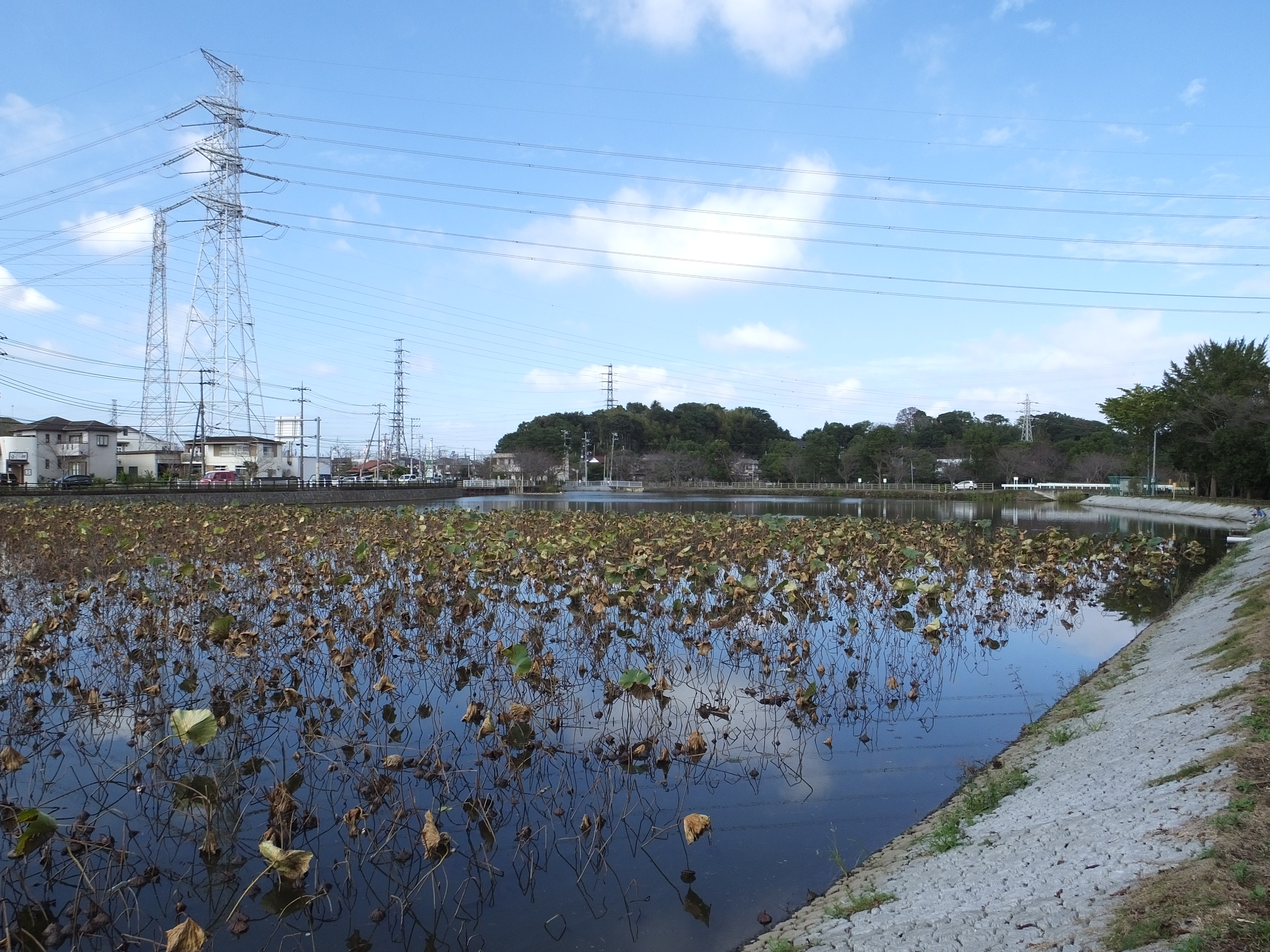
生実池
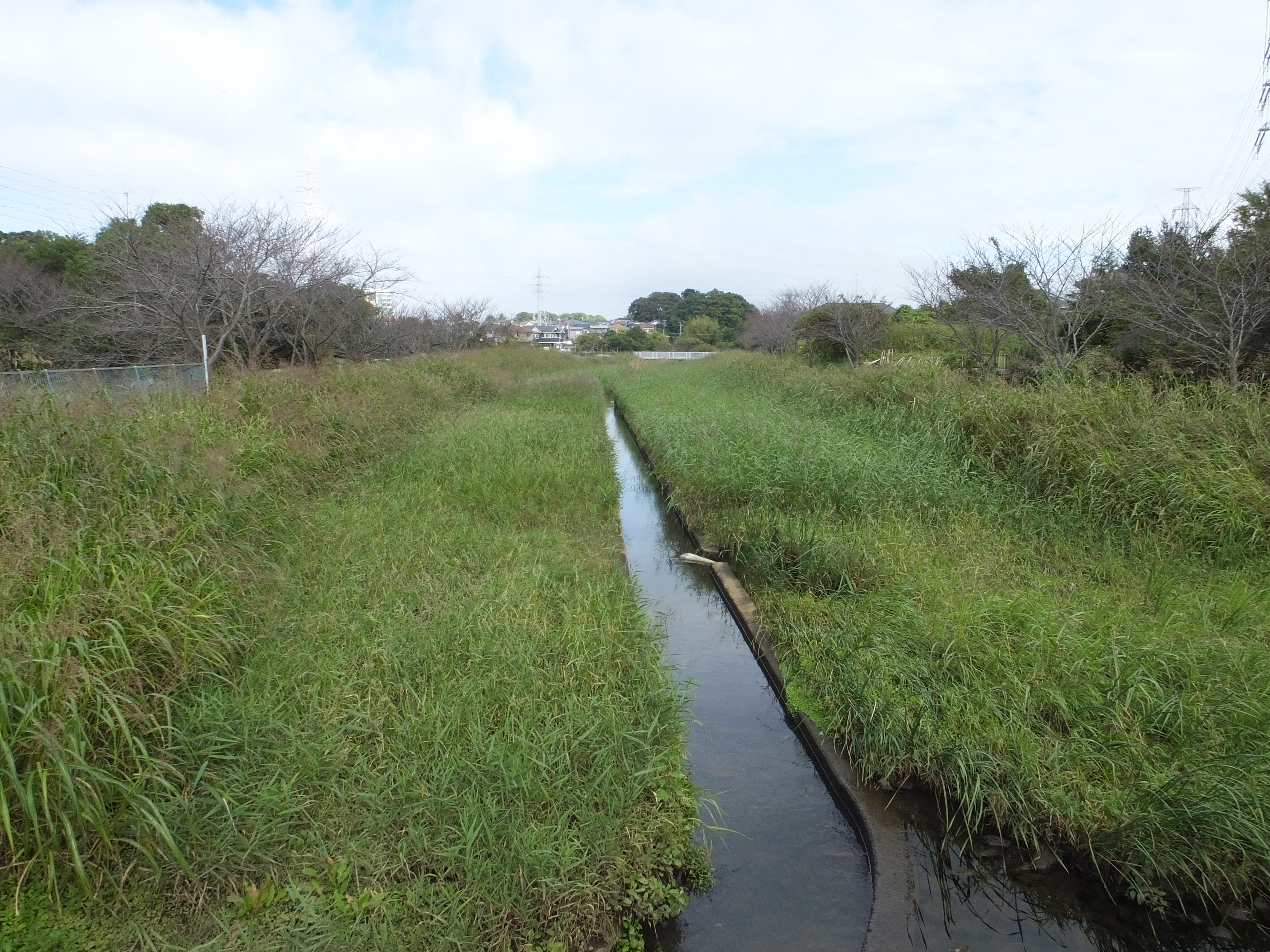
両池へ流入する準用河川生実川

## 治水

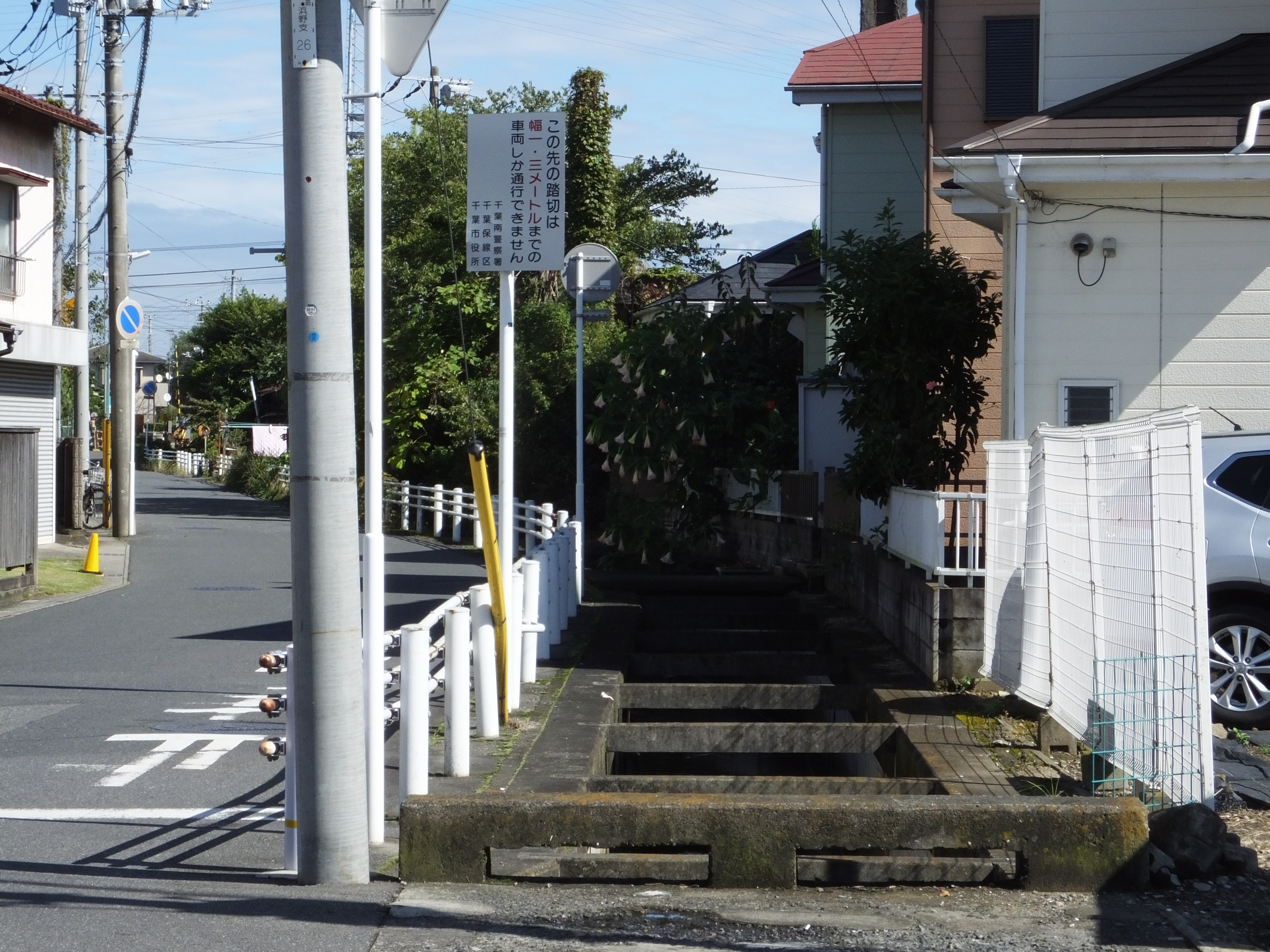
残された旧生実川の流路

現在の二級河川指定区間（生実池より下流全区間）は、河川改修事業により新川として掘削されたものである。以前は蘇我池および生実池から流出する河川は存在せず、両池からそれぞれ1本ずつ農業用水路が下流へ続くのみであった。そのため流下能力が僅少で、大雨によって両池が氾濫し周辺住宅や水田・道路が冠水することもあった。加えて上流部は宅地開発が盛んな地域であり、それが流量増大や水質悪化に拍車をかけていた。
蘇我池南西から流出する水路は、蘇我地域の市街地を抜け東京湾へと流出している。一方で生実池南端から流出する水路は、生実町・塩田町の水田地帯を西流し国道357号より南へ折れ浜野川へ流出している。現在の流路を掘削するための河川改修事業は1973年（昭和48年）度に開始されたが、翌1974年（昭和49年）3月には都市基盤河川改修事業（国庫補助事業）導入のため、生実池から浜野川へ至る用水路が生実川として二級河川に指定された。当初は1995年（平成7年）度末の暫定通水へ向け用地取得が進められていたが、関係機関および地権者との調整に時間を要したため1997年（平成9年）3月に通水し、事業費161億円を費やした一次改修（計画雨量50mm/h）は完了した。河川改修には千葉県が推進する多自然型川づくりを取り入れ、緩やかな堤防や水生生物に配慮した低水路の設置、植樹帯の確保などによって親水性が高められた。そこから3か年計画で排水機場整備も進められ、2000年（平成12年）3月に完成した。高潮対策を目的としており、毎秒18立方メートルの排水能力を有する。なお1998年（平成10年）2月20日告示にて、掘削した新川を二級河川生実川とする指定変更がなされている。
これを受け、生実池より上流の準用河川指定区間について2001年（平成13年）度より河川改修が開始され、多自然型護岸整備が進められた。暫定改修は2007年（平成19年）9月に完了。続いて国道16号交差部の橋梁架設や護岸工事を主とする二級河川指定区間の二次改修が進められている。

## 主な橋

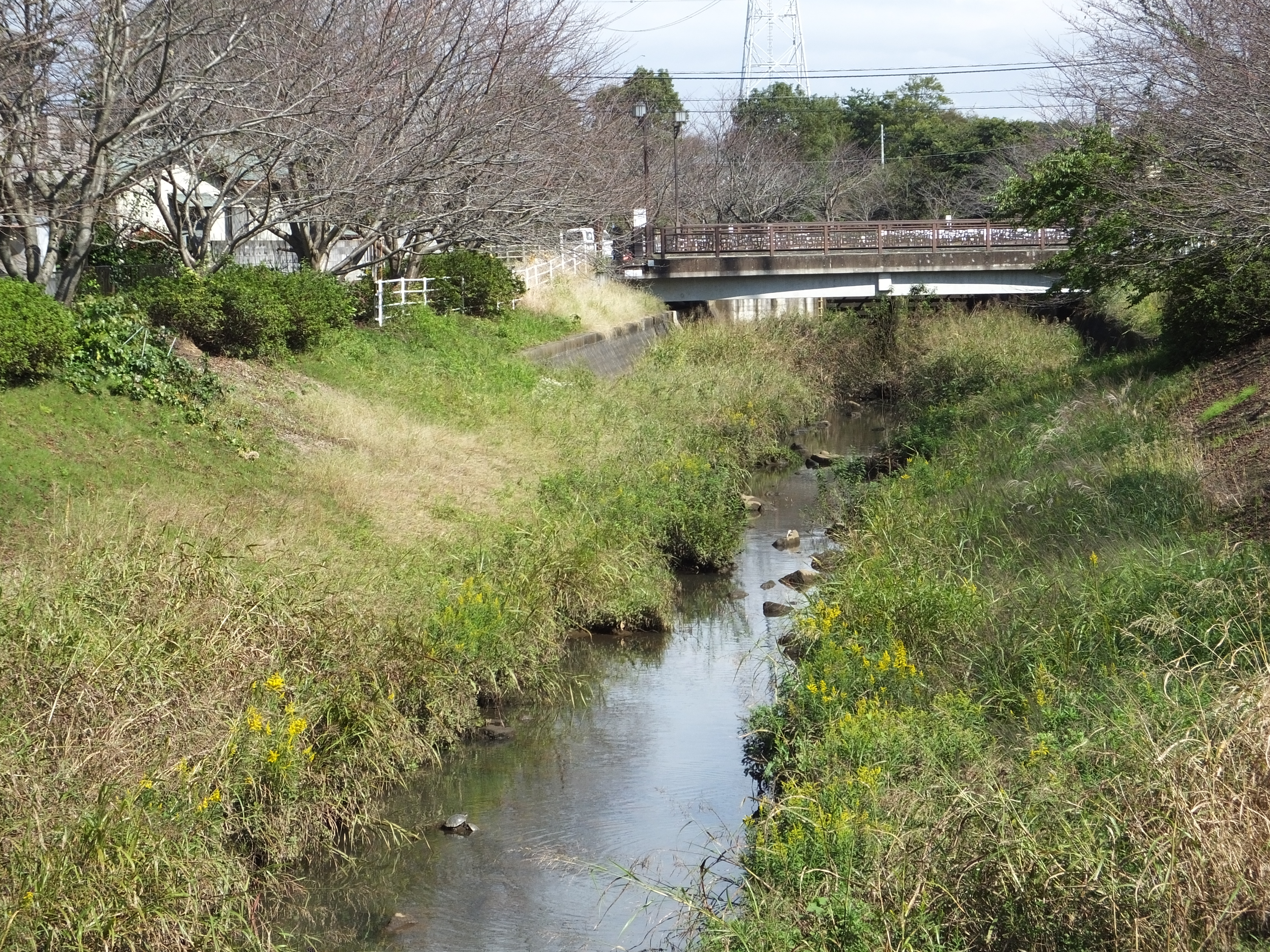
妙見橋より上流方。奥に見える生実橋より先が生実池である。

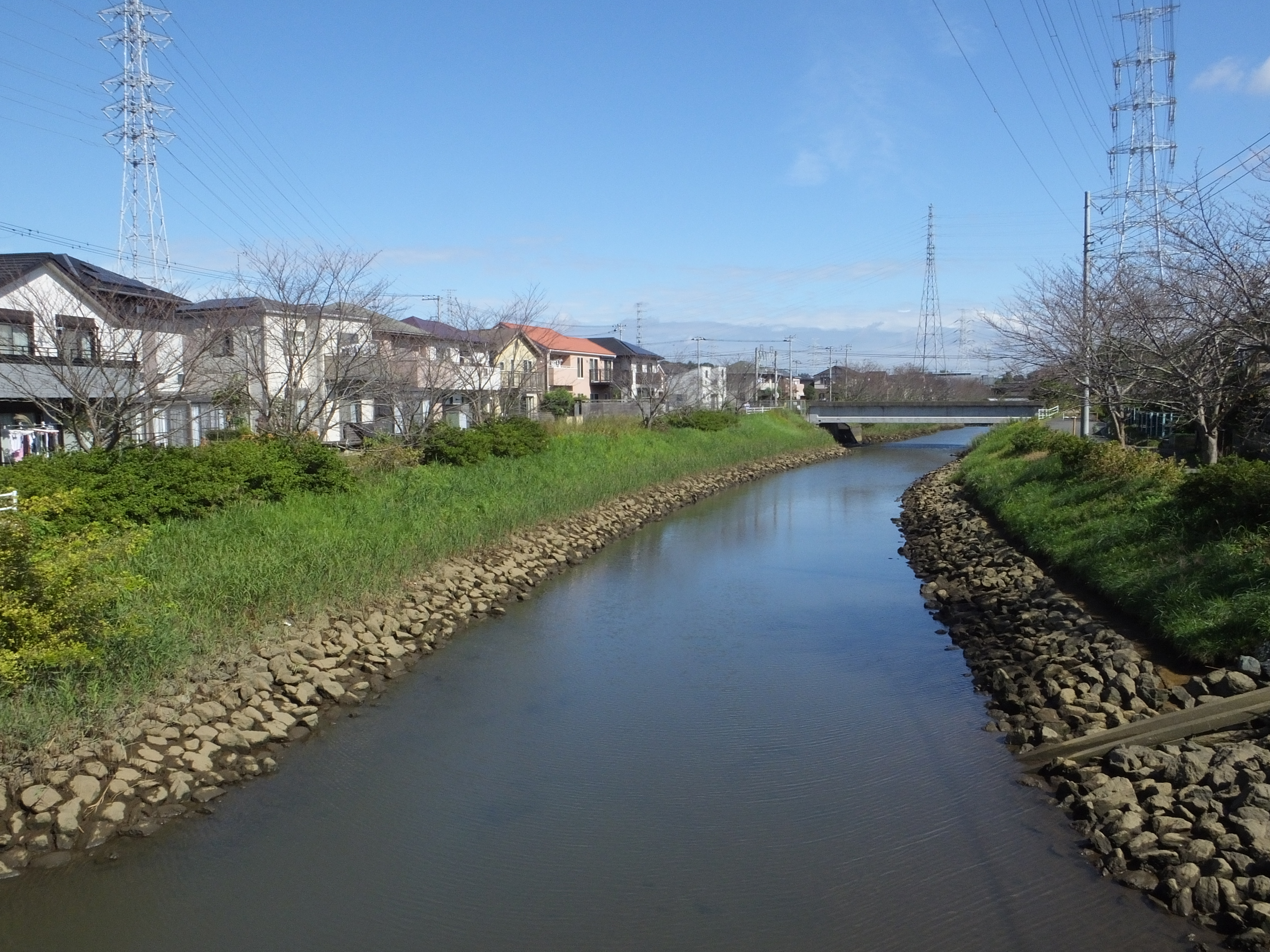
平成橋より上流方

上流より記載
- 赤井橋
- JR外房線橋梁
- ○○橋
- 生実橋
- 妙見橋
- 生実側道橋
- 京葉道路・国道16号（千葉バイパス）
- ○○橋
- JR内房線橋梁
- 平成橋
- 国道357号
- 京葉臨海鉄道臨海本線橋梁

## 参考資料
- 千葉市の下水道と河川 平成26年度（千葉市建設局）
- 千葉市水環境保全計画 第4章 水域区分ごとの取組み